# Juan Carlos Hernández
Juan Carlos Hernández Escobar (* 10. Oktober 1959 in Talca) ist ein ehemaliger chilenischer Fußballspieler. Der Außenverteidiger bestritt fünf Länderspiele für die Nationalmannschaft.

## Karriere

### Verein
Aus der eigenen Jugend kommend debütierte Juan Carlos Hernández, auch Pera genannt, 1978 bei den Rangers de Talca. Er lief für den Klub zehn Jahre auf und ist eine der Vereinslegenden der 1980er Jahre. Besonders der siebte Tabellenplatz 1983 gehört bis heute zu einer der besten Saisonleistungen des Klubs aus Talca. 1988 verließ er den Klub und wechselte zum CD Palestino. Zwar stieg er mit den Arabes 1988 in seiner ersten Saison ab, schaffte aber 1989 den direkten Wiederaufstieg. Bis zu seinem Wechsel zu San Marcos war der Verteidiger unangefochtener Stammspieler. Bei San Marcos ließ er 1994 und 1995 seine Karriere in der Segunda División ausklingen.
2007 war Hernández Interimstrainer bei den Rangers de Talca und schaffte so die Grundlage für den Aufstieg des Klubs. 2009 war er nochmal interimsweise bei den Rangers an der Seitenlinie tätig.

### Nationalmannschaft
Das Debüt in der A-Nationalmannschaft gab Hernández im Januar 1989 beim Freundschaftsspiel gegen Ecuador. Nur wenig später bestritt der Defensivakteur zwei weitere Länderspiele bei der Copa Centenario de Armenia und ein Freundschaftsspiel. Das Spiel beim Four Nations Tournament gegen El Salvador im Mai 1989 war sein letztes Länderspiel.
Bereits 1987 war Hernández für die U23-Nationalmannschaft im Rahmen des Qualifikationsturniers für die Olympischen Spiele in Montreal nominiert.